# Saint-Rémy-du-Plain
Saint-Rémy-du-Plain (bret. Sant-Revig-ar-Plaen) – miejscowość i gmina we Francji, w regionie Bretania, w departamencie Ille-et-Vilaine.
Według danych na rok 1990 gminę zamieszkiwało 590 osób, a gęstość zaludnienia wynosiła 40 osób/km² (wśród 1269 gmin Bretanii Saint-Rémy-du-Plain plasuje się na 785. miejscu pod względem liczby ludności, natomiast pod względem powierzchni na miejscu 674.).